# Мументалер, Милагрос
Милагрос Мументалер (исп. Milagros Mumenthaler; род. 1977, Буэнос-Айрес) — аргентинский кинорежиссёр, сценарист, продюсер.

## Биография
Выросла в Швейцарии. Окончила Университет кинематографии в Буэнос-Айресе. Дебютировала короткометражным фильмом Когда придет папа? (2000). Её первая полнометражная картина Открыть окна и двери (2011) завоевала премии на нескольких крупных кинофестивалях.

## Фильмография
- 2000: Когда придет папа?/ ¿Cuándo llega papá? (короткометражный)
- 2003: Cape Code (короткометражный)
- 2004: Дворик/ El patio (короткометражный; премия за лучший короткометражный фильм на Фестивале независимого кино в Буэнос-Айресе)
- 2006: Amancay (короткометражный, номинация на премию Леопарды будущего Локарнского МКФ)
- 2011: Открыть окна и двери/ Abrir puertas y ventanas (Золотой леопард, премия ФИПРЕССИ, премия экуменического жюри и молодёжного жюри Локарнского МКФ, премии за режиссуру и лучший фильм МКФ в Мар-дель-Плата, две премии МКФ в Гвадалахаре, премия Signis на аргентинском кинофестивале Pantalla Pinamar и др.)
- 2012: Menuet (короткометражный)
- 2013: Pozo de aire